# September Gun
September Gun è un film per la televisione del 1983 diretto da Don Taylor. È un film western statunitense con Robert Preston, Patty Duke e Geoffrey Lewis.

## Produzione
Il film, diretto da Don Taylor su una sceneggiatura di William W. Norton con personaggi originariamente creati da Hal Goodman e Larry Klein, fu prodotto da Bill Brademan e Edwin Self per la Brademan Self Productions in associazione con la Quinn Martin Productions e girato a Old Tucson in Arizona.

## Distribuzione
Il film fu trasmesso negli Stati Uniti l'8 ottobre 1983 sulla rete televisiva CBS. È stato poi distribuito negli Stati Uniti in VHS nel 1990 dalla GoodTimes Home Video. È stato distribuito anche in Germania Ovest con il titolo Schwester Dulcinas 1-Dollar-Coup e in Finlandia con il titolo Syyskuun ase.